# Sylvenomyia spinigera
Sylvenomyia spinigera is een muggensoort uit de familie van de galmuggen (Cecidomyiidae). De wetenschappelijke naam van de soort is voor het eerst geldig gepubliceerd in 1985 door Spungis als Chastomera spinigera.